# Dominique Standaert
Dominique Standaert, né en 1957 à Bombay, est un réalisateur, scénariste et producteur de cinéma belge.

## Biographie
Né de parents diplomates, la jeunesse de Dominique Standaert est marquée par de nombreux voyages, qui lui font découvrir le Grand nord américain, l'Asie et l'Afrique.
Après avoir obtenu une licence en psychologie clinique à l'UCL, il entreprend des études de réalisation à l'INSAS qu'il achève en 1984. Il sera ensuite engagé comme assistant des cinéastes belges André Delvaux et Jaco Van Dormael.
De 1991 à 1994 il est producteur exécutif chez PDG & Partners et Iblis Films. 
En 1995 il fonde Executive Productions, une maison de production basée à Bruxelles.
En 1998 il réalise Eau, un court métrage dont l'action se déroule au Congo en 1960 lors des conflits qui suivirent l'indépendance, d'après une nouvelle de Jef Geeraerts.
Son premier long métrage, Hop, qui raconte les tribulations d'un jeune émigré africain sans papiers en Belgique, sort en 2001. Hop relate sur le mode de la fable dramatique les aventures du jeune africain lié à un vieil anarchiste au grand cœur contre l'État belge pour empêcher l'expulsion qui menace son père.
En 2008 sort son deuxième long métrage, Formidable, une comédie 100 % belge, avec Stéphane De Groodt, Serge Larivière, Astride Akay, Isabelle Defosse.
En septembre 2009, sort un DVD reprenant ses trois films Eau, Hop et Formidable. On y retrouve également en bonus des courts métrages de jeunes cinéastes.
Dominique Standaert est également coordinateur de section et professeur de production et de réalisation fiction à l'HELB-Ilya Prigogine. Il y a instauré un exercice en situation réelle surnommé « Standaerdisation » ou Mise en place, au cours duquel les étudiants entourés de leurs professeurs tournent un court métrage de fiction. Lors de ce tournage, les étudiants occupent chaque jour une responsabilité différentes. Seules les fonctions clés de réalisateur (Dominique Standaert), chef-monteuse (Dominique Van Goolen), chef opérateur (Luc Bériot) et 1er assistant réalisateur (Vincent Dragon) sont dévolues à des professeurs, afin de garantir la continuité artistique du film.

## Filmographie

### Réalisateur
Longs métrages
- 2001 : Hop
- 2008 : Formidable

Courts métrages
- 1998 : Eau
- 2005 : Face-à-Face (d'après une nouvelle de Guy de Maupassant)
- 2006 : Rose (coécrit)
- 2007 : Night on earth (réalisé au cours de l'année académique 2006-2007)
- 2008 : Clic-Claques (d'après la nouvelle Sauvée de Guy de Maupassant et réalisé au cours de l'année académique 2007-2008)
- 2009 : Clash (réalisé au cours de l'année académique 2008-2009)
- 2010 : Eaux fangeuses (réalisé au cours de l'année académique 2009-2010)
- 2011 : Pierre qui roule (réalisé au cours de l'année académique 2010-2011)
- 2012 : Calculs en cours (réalisé au cours de l'année académique 2011-2012)
- 2013 : L'effet Zouave (réalisé au cours de l'année académique 2012-2013)
- 2014 : Vivement l'Atlantique (réalisé au cours de l'année académique 2013-2014)
- 2019: Calao (réalisé au cours de l'année académique 2018-2019)
- 2023: Coucou (réalisé au cours de l'année académique 2022-2023)